# NGC 3381
NGC 3381 é uma galáxia espiral barrada (SB/P) localizada na direcção da constelação de Leo Minor. Possui uma declinação de +34° 42' 41" e uma ascensão recta de 10 horas, 48 minutos e 24,7 segundos.
A galáxia NGC 3381 foi descoberta em 28 de Março de 1786 por William Herschel.